# Secamone
Secamone R.Br., 1810 è un genere di piante della famiglia Apocynaceae, che comprende un centinaio di specie diffuse in Madagascar, Africa, Asia e Australia.

## Descrizione
Comprende prevalentemente specie con fusti rampicanti che si avvolgono a spira attorno ai tronchi e ai rami degli alberi, ma anche alcune specie a crescita arbustiva.

I fiori, di colore dal bianco al giallo, sono raccolti in infiorescenze ascellari o terminali. Le antere sono quadriloculari, dotate di appendici membranose fimbriate, e contengono quattro piccoli pollinii.

I frutti sono dei follicoli appaiati.

## Distribuzione e habitat
È il genere con l'areale più esteso della sottofamiglia Secamonoideae. È presente in Madagascar, ove si concentra la maggiore biodiversità, e in numerose altre isole dell'oceano Indiano (Comore, Mauritius, La Réunion, Rodrigues, Seychelles, Socotra, Zanzibar e Pemba). Nell'Africa continentale il suo areale si estende dalla Provincia del Capo sino al Senegal, alla Repubblica Centrafricana e alla Somalia. In Asia è presente in Sri Lanka e nell'India meridionale, in Cina meridionale, spingendosi attraverso il Sud-est asiatico sino all'Australia e alla Nuova Caledonia.

## Tassonomia
Il genere comprende le seguenti specie:
- Secamone africana (Oliv.) Bullock
- Secamone afzelii (Roem. & Schult.) K.Schum.
- Secamone alba Jum. & H.Perrier
- Secamone alpini Schult.
- Secamone andamanica Goel & Vasudeva Rao
- Secamone angustifolioides Choux
- Secamone ankarensis (Jum. & H.Perrier) Klack.
- Secamone astephana Choux
- Secamone attenuifolia Goyder
- Secamone auriculata Blume
- Secamone australis Klack.
- Secamone axillaris Klack.
- Secamone badia Klack.
- Secamone bemarahensis Klack.
- Secamone betamponensis Choux
- Secamone bicolor Decne.
- Secamone bifida Klack.
- Secamone bosseri Klack.
- Secamone brachystigma Jum. & H.Perrier
- Secamone brevicoronata Klack.
- Secamone brevipes (Benth.) Klack.
- Secamone buxifolia Decne.
- Secamone capitata Klack.
- Secamone castanea Klack.
- Secamone celebica Klack.
- Secamone chouxii Klack.
- Secamone clavistyla T.Harris & Goyder
- Secamone cloiselii Choux
- Secamone coronata Klack.
- Secamone cristata Jum. & H.Perrier
- Secamone cuneifolia Bruyns
- Secamone curtisii (King & Gamble) Klack.
- Secamone delagoensis Schltr.
- Secamone dequairei Klack.
- Secamone dewevrei De Wild.
- Secamone dictyoneura Klack.
- Secamone dilapidans F.Friedmann
- Secamone discolor K.Schum. & Vatke
- Secamone dolichorhachys K.Schum.
- Secamone drepanoloba Klack.
- Secamone ecoronata Klack.
- Secamone elegans Klack.
- Secamone elliotii K.Schum.
- Secamone elliptica R.Br.
- Secamone emetica (Retz.) R.Br. ex Sm.
- Secamone erythradenia K.Schum.
- Secamone falcata Klack.
- Secamone filiformis (L.f.) J.H.Ross
- Secamone furcata Klack.
- Secamone galinae Klack.
- Secamone geayi Costantin & Gallaud
- Secamone gerrardii Harv. ex Benth. & Hook.f.
- Secamone glaberrima K.Schum.
- Secamone glabra Klack.
- Secamone glabrescens (M.R.Hend.) Klack.
- Secamone goyderi Klack.
- Secamone gracilis N.E.Br.
- Secamone grandiflora Klack.
- Secamone griffithii (Decne.) Klack.
- Secamone humbertii Choux
- Secamone insularis Miq.
- Secamone jongkindii Klack.
- Secamone kjellbergii Klack.
- Secamone kunstleri Klack.
- Secamone laevis Klack.
- Secamone lagenifera (Kerr) Klack.
- Secamone lankawiensis (King & Gamble) Klack.
- Secamone laxa Klack.
- Secamone lenticellata Klack.
- Secamone leonensis (Scott Elliot) N.E.Br.
- Secamone letouzeana (H.Huber) Klack.
- Secamone ligustrifolia Decne.
- Secamone linearifolia Klack.
- Secamone linearis Klack.
- Secamone lineata Blume
- Secamone longituba Klack.
- Secamone maritima Blume
- Secamone marsupiata Klack.
- Secamone minutiflora Tsiang
- Secamone minutifolia Choux
- Secamone nervosa Klack.
- Secamone obovata Decne.
- Secamone oleifolia Decne.
- Secamone pachyphylla Jum. & H.Perrier
- Secamone pachystigma Jum. & H.Perrier
- Secamone parviflora Klack.
- Secamone pedicellaris Klack.
- Secamone penangiana (King & Gamble) Klack.
- Secamone perrieri Choux
- Secamone pinnata Choux
- Secamone polyantha Choux
- Secamone pulchra Klack.
- Secamone punctulata Decne.
- Secamone racemosa (Benth.) Klack.
- Secamone reticulata Klack.
- Secamone retusa N.E.Br.
- Secamone rhopalophora (Backer) Klack.
- Secamone rodriguesiana F.Friedmann
- Secamone rubra Klack.
- Secamone schatzii Klack.
- Secamone schimperiana (Hemsl.) Klack.
- Secamone schinziana Schltr.
- Secamone schweinfurthii K.Schum.
- Secamone scortechinii (King & Gamble) Klack.
- Secamone siamensis (Schltr.) Klack.
- Secamone socotrana Balf.f.
- Secamone sparsiflora Klack.
- Secamone spirei (Costantin) Klack.
- Secamone stuhlmannii K.Schum.
- Secamone sulfurea (Jum. & H.Perrier) Klack.
- Secamone sumatrana Klack.
- Secamone supranervis Klack.
- Secamone tenuifolia Decne.
- Secamone thouarsii Decne.
- Secamone timorensis Decne.
- Secamone toxocarpoides Choux
- Secamone trichostemon Klack.
- Secamone triflora Klack.
- Secamone tsingycola Klack.
- Secamone tuberculata Klack.
- Secamone unciformis Klack.
- Secamone uncinata Choux
- Secamone uniflora Decne.
- Secamone urceolata Klack.
- Secamone urdanetensis Elmer ex Tsiang
- Secamone valvata Klack.
- Secamone varia Klack.
- Secamone variicolor Klack.
- Secamone venosa Klack.
- Secamone volubilis (Lam.) Marais